# Ros Beiaard (Sint-Gillis)

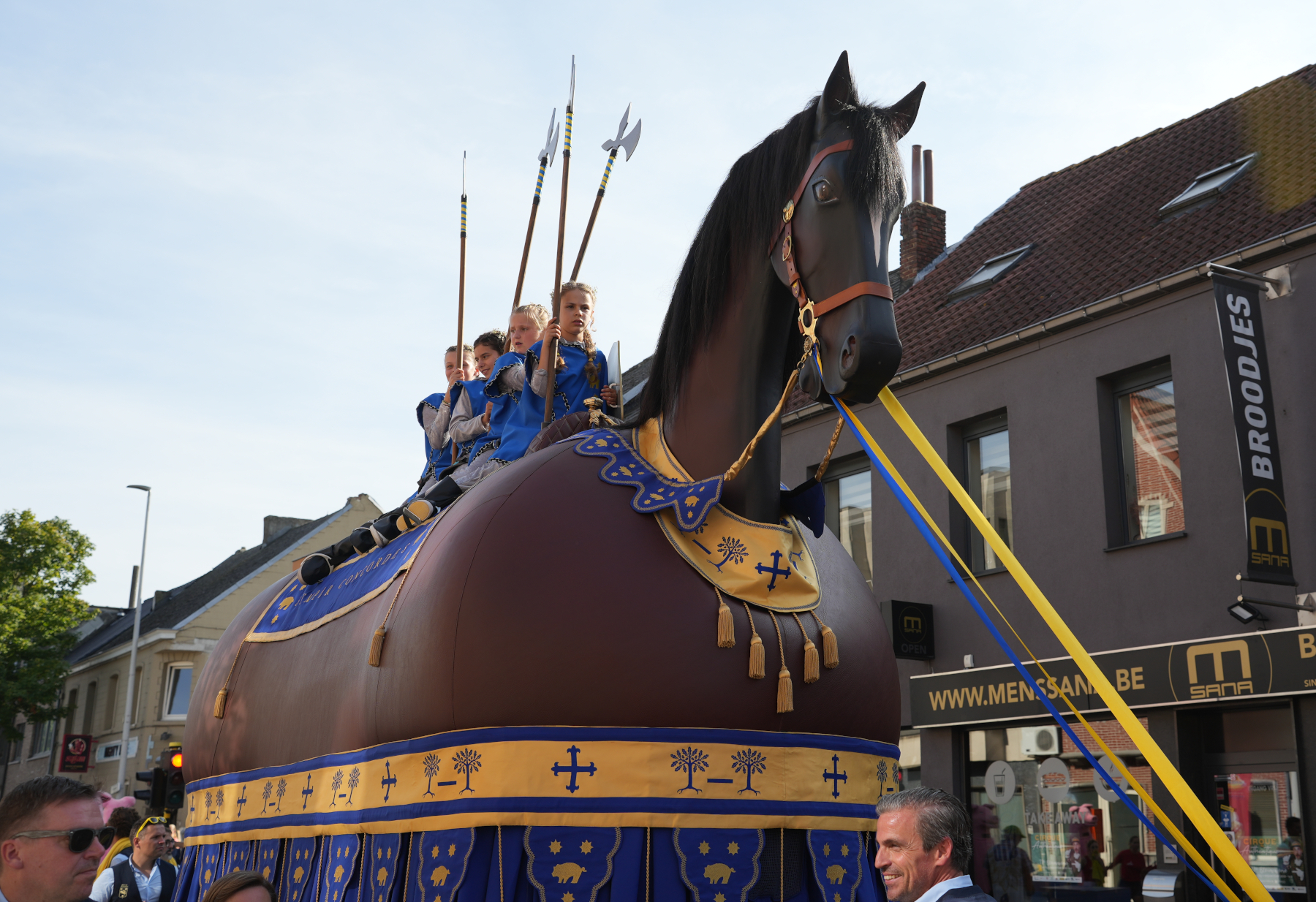
Peird van Sint-Gillis, bloemencorso 2023

Het Ros Beiaard van Sint-Gillis, ookwel Peird van Sint-Gillis genoemd, is een folkloristisch, bruin paard, dat zijn oorsprong vindt in de sage van de Vier Heemskinderen. Het gaat jaarlijks uit in de Bloemencorso van Sint-Gillis. In 2022 zou het meegegaan zijn in de Rosse Buurtenstoet, maar de deelname werd ingetrokken omwille van strubbelingen over het parcours.

## Restauratie
In 2015 huurde de Orde der Stalhouders, de vzw die het Ros Beiaard van Sint-Gillis sinds 2014 beheert, kunstenaar Staf Vinck in om de kop die aangetast was door houtwormen te restaureren. Het kreeg ook een nieuw kleed met daarop acht schilden, één voor elke wijk van Sint-Gillis.
In 2022 werd het bovendeel van het Ros Beiaard herbekleed in het TV1-programma De Repair Shop.